# Herb Magnuszewa
Herb Magnuszewa – symbol miasta i gminy Magnuszew.

## Wygląd i symbolika
Herb przedstawia na tarczy w polu czerwonym srebrną strzałę na srebrnym półpierścieniu. Jest to godło z herbu Ogończyk, którym posługiwał się ród Magnuszewskich. 